# Thamnophis melanogaster
La culebra de agua de panza negra (Thamnophis melanogaster) es una especie de serpiente de la familia Colubridae que habita en México. Fue descrita también en 1864 por Wilhelm Peters, quien propuso la denominación Tropidonotus melanogaster.

## Distribución y hábitat
Se encuentra en la meseta central de México a elevaciones entre 1,158 y 2,545 metros sobre el nivel del mar. Es una especie semiacuática que se puede encontrar en cuerpos de agua de hasta 15 metros de profundidad.

## Descripción
El color dorsal de estas serpientes puede ser marrón, verde oliva, gris, rojo, naranja o incluso rosa. Los colores ventrales pueden ser similares a los colores dorsales, aunque algunos ejemplares pueden tener el vientre amarillo e incluso blanco. Los patrones dorsales pueden incluir rayas y generalmente hay una franja negra que corre po los nombres comunes y científicos de esta especie. Existe poco o nulo dimorfismo sexual entre los machos y las hembras. Esta especie es ovípara y suele poner sus huevos bajo el agua.

## Dieta
Estas serpientes se alimentan exclusivamente bajo el agua y es la única especie conocida de la familia Colubridae que se alimenta de los cangrejos de río. Tienen una dieta muy variable que también incluye peces, ranas, renacuajos, sanguijuelas y lombrices de tierra. Su buena visión subacuática y sus receptores que interpretan señales químicas ayudan a estas serpientes a encontrar y capturar a sus presas.

## Etimología
Su nombre científico está compuesto de dos palabras griegas: melanos que significa "negro" y gaster que significa "vientre".